# Eleição presidencial no Colorado em 2008
A eleição presidencial de 2008 no estado norte-americano no Colorado ocorreu em 4 de novembro de 2008, assim como em todos os 50 estados e o Distrito de Colúmbia. Os eleitores escolheram treze representantes, além do presidente e vice-presidente, e um senador.
No Colorado, o candidato vitorioso foi o democrata Barack Obama que recebeu 8,95% de votos a mais que o segundo colocado no estado, John McCain, do Partido Republicano.
Em 2004, o republicano George W. Bush ganhou no estado com 51,69%, em 2000 Bush teve 50,8%.

## Primária democrata
No estado, o senador de Illinois Barack Obama venceu a primária realizada em 5 de fevereiro de 2008. Obama teve 66,53%, contra 32,26% de Hilary Clinton.
Obama ganhou 35 delegados, e Hilary ganhou 20 delegados na convenção nacional do partido, que foi realizada em Denver, no Colorado.

## Primária republicana
A primária republicana foi realizada também em 5 de fevereiro de 2008, Mitt Romney teve 60,11%, e levou os 22 delegados.